# Língua duri
Duri é uma língua austronésia falada em Celebes, Indonésia. É a variedade de prestígio dos 4 idiomas Masenrempulu (Duri, Enrekang, Maiwa, Malimpung), sendo muitas vezes referida simplesmente como Masenrempulu.

## Falantes
É falada principalmente na regência norte de Enrekang na província de Sulawesi do Sul, e também na cidade de Makassar. De acordo com o censo de 2000, existem cerca de 130.000 falantes Duri. Duri é a variedade de prestígio das quatro línguas 

## Escrita
A língua Duri usa uma forma do alfabeto latino que não apresenta as letras F, V, X, Z. Usam-se as formas Ng, Ny.

## Amostra de texto
Deen mesaq anaq dara disanga I Mina. Iyatee I Mina, tomappisaqding loko tomatuanna. Apa napau tomatuanna, iya naturuqi, sa malajaqi madosa ke nacaccai elo tomatuanna. Deen mesaq wattu na deen kallolo ponjo pisuroqi. Natarimai ambeqna, mingka tangngia tau, passangadinna olongq-kolonqra todisanga I Tattadu (Olli battoa) Njoona maiqta, dipaqbotting roami Njoo na maiqta purrana botting, nakabudami muanena, I Tattadu.